# Homohadena inconstans
Homohadena inconstans là một loài bướm đêm trong họ Noctuidae.